# Пурнари (водохранилище)
Пурна́ри  (греч. Λίμνη Πουρναρίου от πουρνάρι — «дуб кермесовый») — техническое водохранилище в Греции, на реке Арахтос. Плотина ГЭС Пурнари-I образует водохранилище полезным объёмом 303 млн м³. Ниже по течению находится плотина ГЭС Пурнари-II, которая  образует водохранилище полезным объёмом 4,1 млн м³. Благодаря этим плотинам обеспечивается непрерывный постоянный сток в течение года в русле реки Арахтос, тем самым способствуя рациональному и эффективному использованию ирригационных сетей. Владельцем ГЭС является Государственная энергетическая корпорация Греции.
Название получило от села Пурнари в сообществе Пета, близ которого находятся обе плотины.

## ГЭС Пурнари-I
В 1977 году «Энергомашэкспорт» и фирма «Браун Бовери» подписали с Государственной энергетической корпорацией Греции контракт на поставку и монтаж комплектного оборудования для ГЭС Пурнари-I (три гидроагрегата с турбинами типа «Фрэнсис» мощностью по 103 МВт). ГЭС Пурнари-I построена при участии советских специалистов и пущена в 1981 году. Установленная мощность 309 МВт, количество агрегатов — 3. Установлены 3 гидрогенератора типа СВ915/165-40У4 единичной мощностью 111 МВт, изготовленные в 1979 году, и турбины производства ленинградского завода «Электросила».

## ГЭС Пурнари-II
ГЭС Пурнари-II пущена в 1998 году при участии российского треста «Спецгидроэнергомонтаж». Установленная мощность 30 МВт, количество агрегатов — 2. На ГЭС Пурнари-II установлены горизонтальные капсульные гидротурбины производства украинской компании «Турбоатом».